# Dominik Plaue
Dominik Plaue (* 14. Juli 1995 in Bad Homburg vor der Höhe) ist ein deutscher Handballspieler.

## Karriere
Dominik Plaue begann in der Jugend beim HSV Nidderau mit dem Handball. Über die SG Bruchköbel und die JSG Wallstadt kam er zum TV Großwallstadt, für den er in der Junioren-Bundesliga auflief. 2013 schloss sich der 1,96 Meter große Torwart dem deutschen Rekordmeister THW Kiel an, mit dessen zweiter Mannschaft er in den Spielzeiten 2013/14 und 2014/15 in der Dritten Liga spielte. In der Saison 2015/16 hütete Plaue das Tor des Drittligisten TSV Altenholz. Aufgrund eines Zweitspielrechts gehörte er außerdem zum Bundesligakader des THW, wo er am 9. Dezember 2015 beim 38:28-Heimsieg über die HBW Balingen-Weilstetten zu seinem ersten Einsatz in der Handball-Bundesliga kam. Im Sommer 2016 schloss er sich dem Drittligisten HSV Hamburg an. In der Saison 2018/19 stand er beim Dessau-Roßlauer HV unter Vertrag. Anschließend wechselte er im Juli 2019 zum TV Hüttenberg. Ab dem Sommer 2023 lief er für den Bundesligaaufsteiger ThSV Eisenach auf. Im Sommer 2024 wechselte er zum Zweitligisten TUSEM Essen.

## Sportliche Erfolge
- Deutscher Meister 2011 (B-Jugend)
- 3. Platz Deutscher Meister 2012 (B-Jugend)
- Länder-Pokal-Sieger 2012 (Bayern)
- Meister 3. Liga Nord 2018 (HSV Hamburg)